# Gratwein
Gratwein ist eine Ortschaft und ehemalige Marktgemeinde mit 3716 Einwohnern (Stand 1. Jänner 2024) in der Steiermark nordwestlich von Graz im Bezirk Graz-Umgebung und Gerichtsbezirk Graz-West. Im Rahmen der steiermärkischen Gemeindestrukturreform wurde sie 2015 mit den Gemeinden Judendorf-Straßengel, Eisbach und Gschnaidt zusammengeschlossen,
die neue Gemeinde führt den Namen Gratwein-Straßengel. Grundlage dafür ist das Steiermärkische Gemeindestrukturreformgesetz – StGsrG.

## Geografie

### Geografische Lage

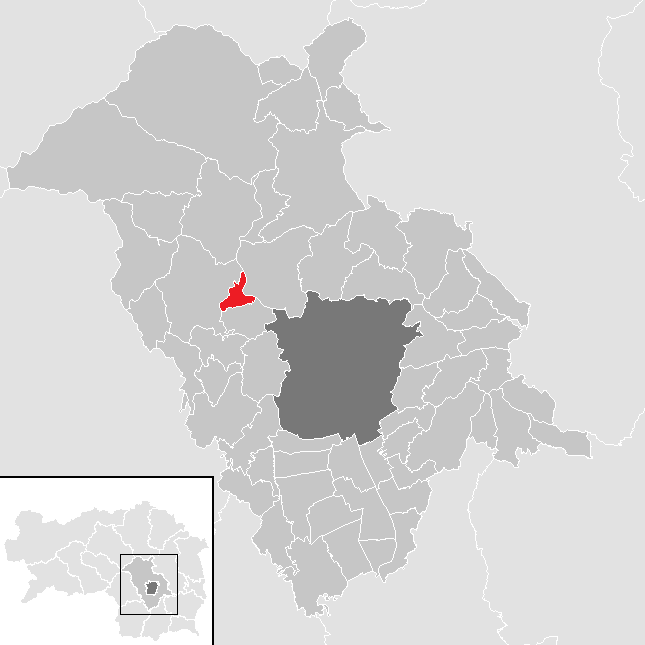
Lage der ehemaligen Gemeinde im Bezirk Graz-Umgebung

Gratwein liegt am westlichen (rechten) Ufer der Mur gegenüber von Gratkorn etwa zehn Kilometer nordwestlich der Landeshauptstadt Graz. Gratwein ist mit Judendorf zusammengewachsen. Durch die Ortsmitte fließt der Schirningbach.

### Geologie
Gratwein liegt im Gratkorner Becken, das sich zum Weststeirischen Riedelland hin öffnet und eine Weitung des Murtales bildet.

### Ehemalige Nachbargemeinden
| Eisbach |                                             | Gratkorn |
|         | Kompassrose, die auf Nachbargemeinden zeigt |          |
|         | Judendorf-Straßengel                        |          |

## Geschichte
| Jahr | Einw. | Jahr | Einw. |
| ---- | ----- | ---- | ----- |
| 1869 | 721   | 1880 | 793   |
| 1890 | 1.182 | 1900 | 1.299 |
| 1910 | 1.499 | 1923 | 1.497 |
| 1934 | 1.665 | 1939 | 1.754 |
| 1951 | 2.083 | 1961 | 2.515 |
| 1971 | 2.758 | 1981 | 3.108 |
| 1991 | 3.272 | 2001 | 3.525 |

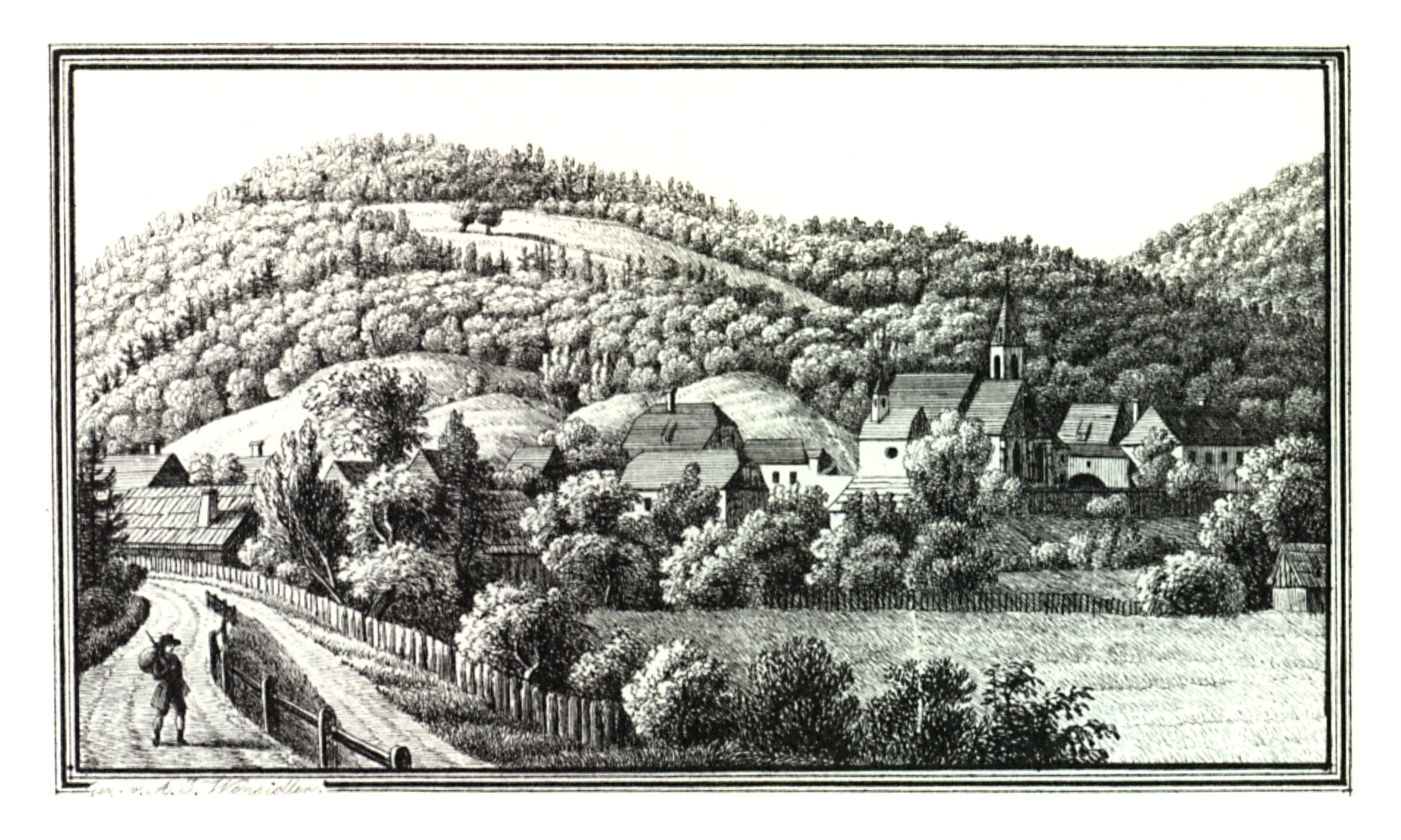
Gratwein um 1830, Lith. Anstalt J.F. Kaiser, Graz

Die Ortsgemeinden als autonome Körperschaften entstanden nach Aufhebung der Grundherrschaften im Jahr 1850. Auch die Katastralgemeinden Judendorf, Straßengel, Rötz, Hundsdorf und Kugelberg zählten zur Marktgemeinde Gratwein.
Judendorf-Straßengel entwickelte sich ab 1860 zu einem der bekanntesten Kurorte der k.u.k. Monarchie, erreichte schließlich die Lostrennung von Gratwein und wurde im Jahr 1909 eine selbstständige Ortsgemeinde.

## Politik

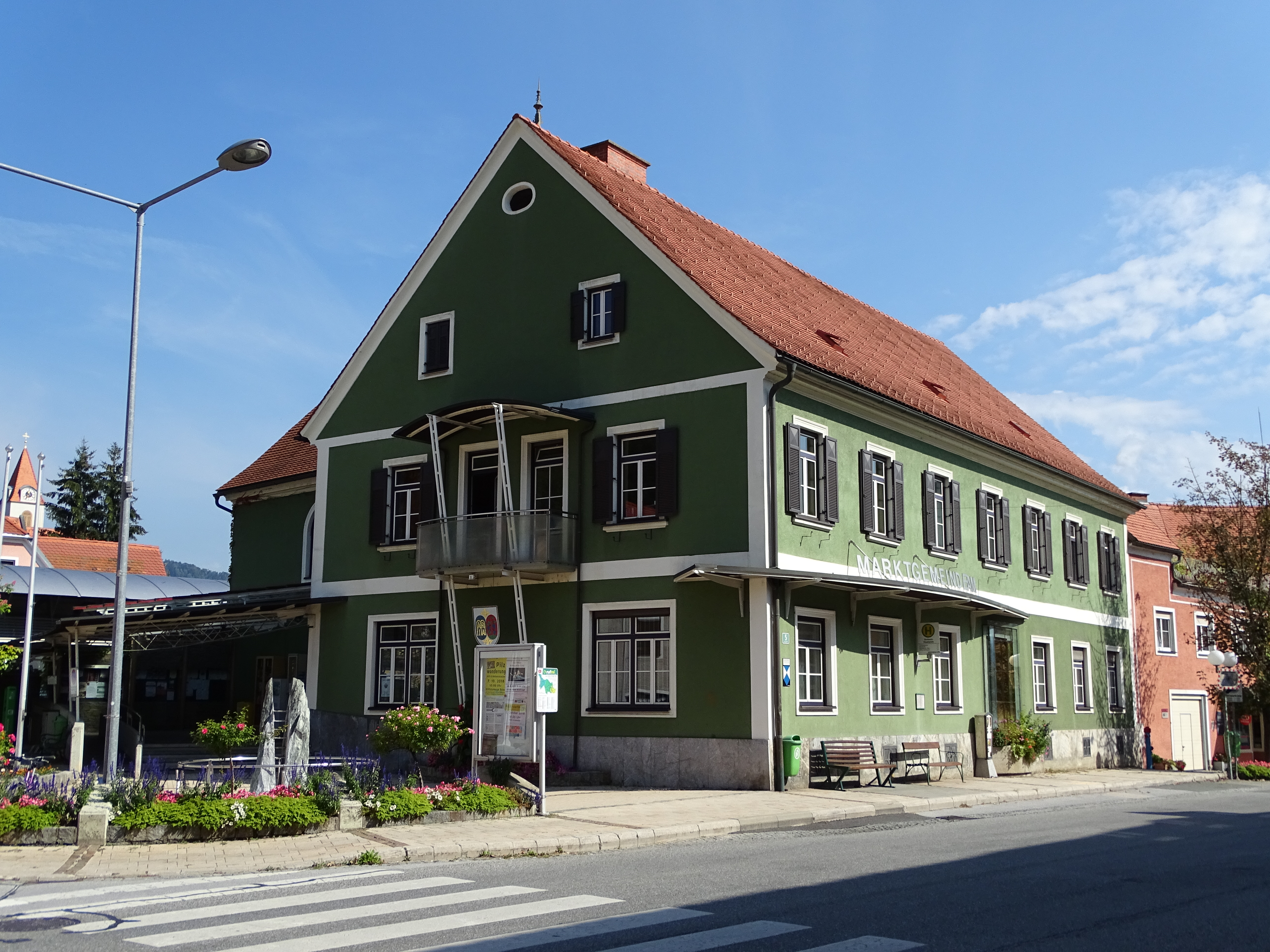
Gemeindeamt in Gratwein

### Gemeinderat
Der Gemeinderat bestand aus 21 Mitgliedern und setzte sich seit der Gemeinderatswahl 2010 aus Mandaten der folgenden Parteien zusammen:
- 14 SPÖ – stellte den Bürgermeister
- 3 ÖVP – stellte den Vizebürgermeister
- 3 FPÖ
- 1 mein Gratwein

### Bürgermeister
- 1955–1965 Johann Kleewein (SPÖ)
- 1965–1970 Peter Bauer (SPÖ)
- 1970–1980 Christine Zirngast (SPÖ)
- 1980–2009 Adolf Egger (SPÖ)
- 2009–2014 Gerald Murlasits (SPÖ)

## Kultur und Sehenswürdigkeiten

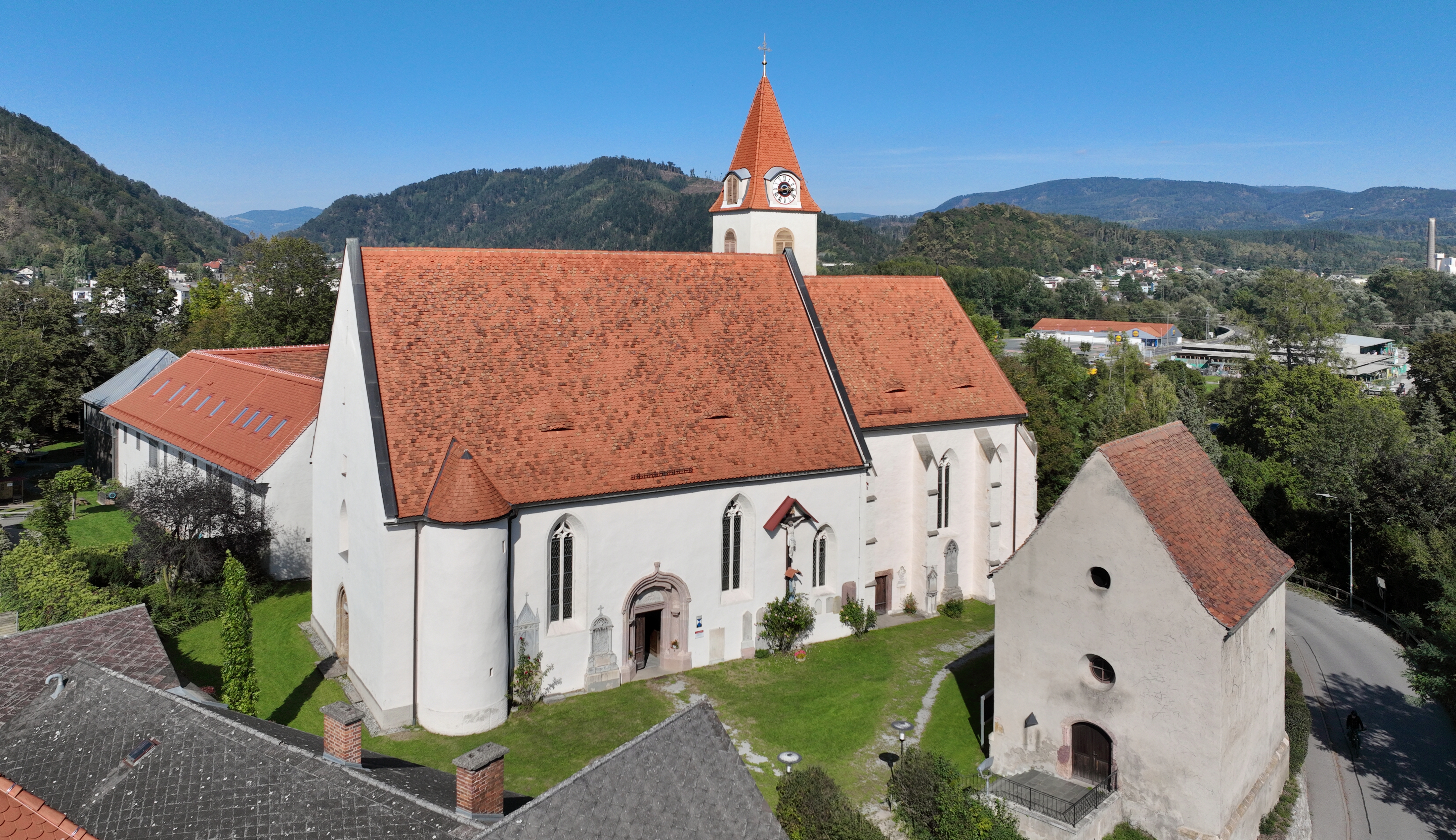
Pfarrkirche Gratwein

- Katholische Pfarrkirche Gratwein hl. Rupert

## Sport
- EC Ruffnecks Gratwein (Eishockey), der 2003 gegründete Verein spielt in der steirischen Landesliga
- GSV RB Gratwein (Fußball)

## Verkehr
Durch die Nähe zu Graz ist Gratwein verkehrstechnisch sehr gut angeschlossen. Das Gebiet liegt nicht direkt an einer der Hauptverkehrsstraßen, sondern an der Landesstraße von Gratkorn nach Eisbach. Über diese Verbindung ist die Grazer Straße B 67 in circa zwei Kilometern zu erreichen. Die nächstgelegenen Anschlussstellen der Pyhrn Autobahn A 9 sind Deutschfeistritz (165) in etwa acht Kilometern Entfernung in Fahrtrichtung Norden und Gratkorn (173) in rund sechs Kilometern Entfernung in Fahrtrichtung Süden.
Im ehemaligen Gemeindegebiet liegt der Bahnhof Gratwein-Gratkorn, der Zugang zur Österreichischen Südbahn mit stündlichen S-Bahn-Verbindungen (S1) nach Graz und Bruck an der Mur bietet.
Der Flughafen Graz ist etwa 28 km entfernt.

## Persönlichkeiten
Söhne und Töchter des Ortes
- Anton Wolfradt (1582–1639), Hofkammerpräsident, Zisterzienser, Abt von Kremsmünster und katholischer Bischof der Diözese Wien, war von 1609 bis 1612 Pfarrer von Gratwein
- Gottfried Prabitz (1926–2015), österreichischer Bildhauer
- Ingrid Redlich-Pfund (* 1947), Malerin und Grafikerin, geboren in Gratwein
- Josef Faist (* 1950), Pädagoge
- Othmar Krenn (1952–1998), österreichischer Künstler, Erschaffer des Kunstzuges, geboren in Gratwein
- Gundis Zámbó (* 1966), deutsche Schauspielerin und Fernsehmoderatorin, geboren in Gratwein
- Clemens Maria Schreiner (* 1989), österreichischer Kabarettist und Moderator, aufgewachsen in Gratwein
- Christian Scherübl (* 1994), österreichischer Schwimmer, Junioren-Europameister, geboren in Gratwein

Personen mit Bezug zum Ort
- Hans-Joachim Simon (1931–2009), Romanist